# Daniella Erdmann
Daniella Erdmann (* 30. März 1970 in Dessau) ist eine deutsche Schauspielerin.

## Werdegang
Erdmann stammt aus einer künstlerisch vorgeprägten Familie.
Ihre Mutter, Bulgarin, war Balletttänzerin und Dolmetscherin, der Vater Schauspieler und Synchronregisseur beim Fernsehen der DDR und am Berliner Rundfunk. Erdmann sang ab 1978 im Singeklub Salut des Pionierpalastes und studierte mit 16 Jahren an der Hochschule für Schauspielkunst „Ernst Busch“ in Berlin.
Engagements erhielt Erdmann am Schauspielhaus Leipzig, Schauspielhaus Dortmund, Komödie am Kurfürstendamm, Schleswig-Holsteinisches Landestheater, Neue Bühne Senftenberg, Societaetstheater Dresden und Gerhart-Hauptmann-Theater Zittau. Daniella Erdmann sang und tanzte in Musicals und musikalischen Produktionen, unter anderem in Linie 1 die Maria, in der Dreigroschenoper die Polly, in Das Wirtshaus im Spessart die Franziska von Sandau. Im Bereich Kindertheater spielte sie die Pippi Langstrumpf, die kleine Hexe aus Die kleine Hexe, den Mogli aus dem Dschungelbuch. Sie schrieb die Dialoge für das von Lexa A.Thomas komponierte Kindermusical Lumpi, das auf der Open Air Bühne Hoppegarten Premiere hatte. Seit 2003 ist Erdmann ständiger Gast am Berliner Kabarett „Die Kneifzange“ und am „Berliner Kriminal Theater“.
1996 kam Erdmanns Sohn Felix-Thymen zur Welt, der heute ebenfalls auf der Bühne steht.

## Filmografie
- 1989: Polizeiruf 110
- 2000: Nachtrausch
- 2000: Der Puma
- 2002: „Fahrerflucht“
- 2003: Streit um Drei
- 2008: Ulf und Zwulf
- 2011: Erichs Rückkehr
- 2012: Schloss Einstein

## Auszeichnungen
- 1993: Dresdner Szenepreis
- 2007: Kabarett-Oscar